# 三線擬鱨
三線擬鱨（學名：Pseudobagrus trilineatus），輻鰭魚綱鯰形目鱨科初級性淡水魚類，只分佈在中國廣東東江流域和香港西貢，體長可達7.6公分，香港於1997年才在西貢的沼澤作首次記錄。多棲息於淡水沼澤和河溪。
三線擬鱨是夜行性的。
由於三線擬鱨分佈狹窄，正瀕臨絕種。另一方面，三線擬鱨亦曾被發現在香港旺角的通菜街（俗稱金魚街）的水族貿易中被銷售，水族貿易成為三線擬鱨的另一種生存威脅。